# 2007 في إيطاليا
فيما يلي قوائم الأحداث التي وقعت خلال عام 2007 في إيطاليا.

## سياسة

### تعيين في المنصب
- 14 أكتوبر – والتر فيلتروني Secretary of the Democratic Party ‏.

## رياضة
- 1 يناير – ميلان-سان ريمو 2007 الفائزون ألان ديفيس، أوسكار فريري، توم بونن.

## أفلام
من الأفلام التي صدرت هذه السنة في إيطاليا:
- 1 يناير – الفيلق الأخير من إخراج Doug Lefler [الإنجليزية]‏.
- 7 فبراير – تمرد هانيبال من إخراج بيتر ويبر.
- 23 مايو – حافة الجنة من إخراج فاتح اكين.
- 11 سبتمبر – الحرير من إخراج فرانسوا جيرارد.
- 15 سبتمبر – الملكة من إخراج ستيفن فريرز.

## برامج ومسلسلات وأنمي
- روما

## وفيات

### يناير
- 4 يناير – ساندرو سالفادوري (مواليد 1939) لاعب كرة قدم إيطالي.

### فبراير
- 10 فبراير – برونو روفو (مواليد 1920) متسابق دراجات نارية إيطالي.
- 12 فبراير – باولو بيليري (مواليد 1944) متسابق دراجات نارية إيطالي.

### مارس
- 3 مارس – بينيتو لورينزي (مواليد 1925) لاعب كرة قدم إيطالي.

### يوليو
- 30 يوليو – مايكل أنجلو أنطونيوني (مواليد 1912)

### سبتمبر
- 6 سبتمبر – لوتشانو بافاروتي (مواليد 1935)

### ديسمبر
- 1 ديسمبر – أنجيلو كونطيرنو (مواليد 1925) درّاج طريق إيطالي.
- 15 ديسمبر – جوزيبي رينالدي (مواليد 1919) ممثل إيطالي.